# Ciumakove, Burîn
Ciumakove (în ucraineană Чумакове) este un sat în comuna Cervona Sloboda din raionul Burîn, regiunea Sumî, Ucraina.

## Demografie
Componența lingvistică a localității Ciumakove
     Ucraineană (97,99%)
     Rusă (2,01%)
Conform recensământului din 2001, majoritatea populației localității Ciumakove era vorbitoare de ucraineană (97,99%), existând în minoritate și vorbitori de rusă (2,01%).